# Petrohrad (stacja kolejowa)
Petrohrad – stacja kolejowa w Petrohradzie, w kraju usteckim, w Czechach. Położona jest na wysokości 350 m n.p.m.
Na stacji nie ma możliwości zakupu biletów, a obsługa podróżnych odbywa się w pociągu. 

## Linie kolejowe
- 160 Plzeň - Žatec